# Spencer Island (Antarktika)
Spencer Island ist eine kleine Insel des Marshall-Archipels vor der Saunders-Küste des westantarktischen Marie-Byrd-Lands. Im Sulzberger-Schelfeis liegt sie 3,4 km vor dem nordöstlichen Abschnitt von Steventon Island. 350 Meter nördlich liegt Gould Island.
Der United States Geological Survey kartierte sie anhand eigener Vermessungen und Luftaufnahmen der United States Navy aus den Jahren von 1959 bis 1965. Das Advisory Committee on Antarctic Names benannte sie 1970 nach Leutnant Michael P. Spencer von den Reservestreitkräften der US Navy, Navigator einer  LC-130F während der Operation Deep Freeze des Jahres 1968.